# Cyphernomicon
The Cyphernomicon est un document écrit par Timothy C. May en 1994 pour la liste de diffusion Cypherpunk. 
Dans un format de FAQ, le document décrit certaines des idées du crypto-anarchisme. C’est l’un des documents fondateurs de cette philosophie, préconisant la confidentialité électronique et la monnaie numérique anonyme. Il aborde aussi des sujets plus ésotériques, tels que les marchés d'assassinats. Il contient son essai de 1992 Le Manifeste Crypto Anarchiste dans son intégralité.